# Herculaneum
|  | Aquest article tracta sobre la localitat de Missouri (EUA). Si cerqueu el despoblat a la Campània italiana, vegeu «Herculà». |

Herculaneum és una localitat al comtat de Jefferson (Missouri). Segons l'estimació del juliol de 2008 tenia 3.582 habitants.

## Demografia
Segons el cens del 2000 Herculaneum tenia 2.805 habitants, 1.028 habitatges, i 736 famílies. La densitat de població era de 314,8 habitants per km².
Dels 1.028 habitatges en un 31,8% hi vivien nens de menys de 18 anys, en un 58% hi vivien parelles casades, en un 8,9% dones solteres, i en un 28,4% no eren unitats familiars. En el 25,1% dels habitatges hi vivien persones soles el 15,6% de les quals corresponia a persones de 65 anys o més que vivien soles. El nombre mitjà de persones vivint en cada habitatge era de 2,52 i el nombre mitjà de persones que vivien en cada família era de 2,99.
Per edats la població es repartia de la següent manera: un 22,6% tenia menys de 18 anys, un 7,2% entre 18 i 24, un 27,2% entre 25 i 44, un 21,1% de 45 a 60 i un 21,8% 65 anys o més.
L'edat mediana era de 40 anys. Per cada 100 dones de 18 o més anys hi havia 84,1 homes.
La renda mediana per habitatge era de 40.365 $ i la renda mediana per família de 50.615 $. Els homes tenien una renda mediana de 33.603 $ mentre que les dones 25.581 $. La renda per capita de la població era de 18.613 $. Entorn del 2,4% de les famílies i el 5,7% de la població estaven per davall del llindar de pobresa.

## Poblacions properes
El següent diagrama mostra les poblacions més properes.